# Cyrtognatha bryantae
Cyrtognatha bryantae là một loài nhện trong họ Tetragnathidae.
Loài này thuộc chi Cyrtognatha. Cyrtognatha bryantae được miêu tả năm 1956 bởi Chickering.